# HIP 13044 b
HIP 13044 b — закрытая экзопланета, об обнаружении которой у звезды HIP 13044 объявили 18 ноября 2010 года.
То, что звезда HIP 13044 образовалась в другой галактике, и стала частью Млечного пути около 6-9 млрд лет назад, когда была поглощена её родительская галактика (из её остатков сформировался поток Хелми), могло означать, что планета HIP 13044 b была когда-то внегалактической планетой.

## Открытие
Планета была обнаружена 2,2-м телескопом в Европейской южной обсерватории в Ла Силла (Чили), используя метод радиальной скорости.
HIP 13044 b имеет массу около 1,25 массы Юпитера. Родительская звезда планеты, HIP 13044 вращается довольно быстро, возможно потому, что она проглотила её внутренние планеты на стадии красного гиганта. В настоящее время на заключительном этапе своей жизни, у неё выгорает гелий в её ядре. Вполне вероятно, что ранее орбита планеты была дальше от звезды (до её фазы красного гиганта), а на нынешнее место она переместилась из-за трения с внешней оболочкой звезды. Звезда, как ожидается, должна пройти ещё один этап расширения, прежде чем стать белым карликом, дальнейшая судьба планеты неизвестна.

## Закрытие
Последующий анализ данных не выявил никаких доказательств того, что планета вращается вокруг звезды (та же ошибка также привела к утверждениям о существовании планет у звезды HIP 11952).